# Newtonova premica
Newtonova prémica ali tudi Newton-Gaussova prémica [njútnova ~/njúton-gáusova ~] je v ravninski geometriji premica, ki povezuje razpolovišči diagonal štirikotnika in razpolovišče pridružene diagonale v polnem štirikotniku. Če na Newtonovi premici poleg razpolovišč diagonal leži tudi središče včrtane krožnice, velja Newtonov izrek.